# Lia Leismüller
Lia Leismüller, później Braun (ur. 29 marca 1931 w Garmisch-Partenkirchen, zm. 6 grudnia 2001 tamże) – niemiecka narciarka alpejska.
W 1950 została mistrzynią Niemiec w slalomie, a w 1951 powtórzyła ten wynik w zjeździe.
W 1952 wystartowała na igrzyskach olimpijskich, zajmując 35. miejsce w zjeździe.